# Дрвеник-Малий (Трогир)
Дрвеник-Малий (хорв. Drvenik Mali) — населений пункт у Хорватії, у Сплітсько-Далматинській жупанії у складі міста Трогир.

## Населення
Населення за даними перепису 2011 року становило 87 осіб.
Динаміка чисельності населення поселення:

## Клімат
Середня річна температура становить 16,02 °C, середня максимальна – 26,60 °C, а середня мінімальна – 4,43 °C. Середня річна кількість опадів – 680 мм.
| Клімат поселення                              | Клімат поселення | Клімат поселення | Клімат поселення | Клімат поселення | Клімат поселення | Клімат поселення | Клімат поселення | Клімат поселення | Клімат поселення | Клімат поселення | Клімат поселення | Клімат поселення | Клімат поселення |
| Показник                                      | Січ.             | Лют.             | Бер.             | Квіт.            | Трав.            | Черв.            | Лип.             | Серп.            | Вер.             | Жовт.            | Лист.            | Груд.            |                  |
| Середній максимум, °C                         | 13,18            | 13,47            | 14,93            | 17,65            | 22,42            | 26,43            | 26,60            | 26,43            | 23,72            | 20,00            | 15,87            | 12,55            |                  |
| Середня температура, °C                       | 8,80             | 9,08             | 10,57            | 13,30            | 18,05            | 22,07            | 24,15            | 23,97            | 21,27            | 17,53            | 13,38            | 10,08            |                  |
| Середній мінімум, °C                          | 4,43             | 4,73             | 6,20             | 8,93             | 13,70            | 17,70            | 21,67            | 21,50            | 18,80            | 15,08            | 10,93            | 7,63             |                  |
| Норма опадів, мм                              | 64               | 53               | 60               | 57               | 45               | 40               | 23               | 39               | 63               | 73               | 87               | 76               |                  |
| Середньомісячна швидкість вітру, м/с          | 3.30             | 3.47             | 3.60             | 3.35             | 2.95             | 2.70             | 2.75             | 2.60             | 2.90             | 3.02             | 3.70             | 3.60             |                  |
| Середньомісячна сонячна радіація, кДж/м²·день | 5531             | 8278             | 12018            | 16832            | 20975            | 23735            | 25269            | 22061            | 16317            | 10606            | 6014             | 4689             |                  |
| --------------------------------------------- | ---------------- | ---------------- | ---------------- | ---------------- | ---------------- | ---------------- | ---------------- | ---------------- | ---------------- | ---------------- | ---------------- | ---------------- | ---------------- |
| Джерело:                                      |                  |                  |                  |                  |                  |                  |                  |                  |                  |                  |                  |                  |                  |